# Alejandra Estudillo
Alejandra Estudillo Torres (Ixtacomitán, 20 de mayo de 2005) es una deportista mexicana que compite en saltos de plataforma. Integró la delegación mexicana en los Juegos Olímpicos de París 2024, justa en la que obtuvo un diploma olímpico.

## Trayectoria
Estudillo nació en Chiapas pero el estado en donde ha hecho su carrera deportiva es Nuevo León, entidad de la que su Instituto del Deporte apoya la carrera de alto rendimiento de Alejandra.
Ganó una medalla de bronce en el Campeonato Mundial de Natación de 2024, en la prueba sincronizada mixta. Gracias a una reasignación hecha por World Aquatics, Estudillo pudo estar presente en la justa olímpica. En París 2024 obtuvo 6° lugar en trampolín de 3 metros individual, con un total de 301.95 puntos, lo que la hizo acreedora a un diploma olímpico. En el Mundial de 2025 obtuvo dos medallas de plata, en las pruebas 10 m sincro y equipo mixto.
Obtuvo la medalla de plata en la final de sincronizados de plataforma de 10 metros de la Copa del Mundo de Clavados Guadalajara 2025 en compañía de Gabriela Agúndez.

## Palmarés internacional
| Campeonato Mundial | Campeonato Mundial  | Campeonato Mundial | Campeonato Mundial           |
| Año                | Lugar               | Medalla            | Prueba                       |
| ------------------ | ------------------- | ------------------ | ---------------------------- |
| 2024               | Doha (Catar)        | Medalla de bronce  | Plataforma 10 m sincro mixto |
| 2025               | Singapur (Singapur) | Medalla de plata   | Plataforma 10 m sincro       |
| 2025               | Singapur (Singapur) | Medalla de plata   | Equipo mixto                 |